# Outcast (série télévisée)
Pour les articles homonymes, voir Outcast.
Outcast est une série télévisée fantastique américaine en vingt épisodes de 42 minutes créée par Robert Kirkman, Eric Kripke et Sera Gamble basée sur le comic book éponyme de Robert Kirkman et Paul Azaceta, diffusée à partir du 3 juin 2016 sur Cinemax, sur HBO au Canada et en simultané dans 61 pays à travers le monde par les chaînes du groupe Fox.
En France, la série est diffusée depuis le 4 juin 2016 sur OCS Choc, et au Québec, depuis le 30 août 2016 sur Super Écran. Néanmoins, elle reste inédite dans les autres pays francophones.

## Synopsis
Ayant connu une enfance sombre et douloureuse, Kyle Barnes tente de découvrir les mystères de son passé et pourquoi il est la cible de choses étranges. Il cherche désormais à faire disparaître le mal qui l'a hanté durant son enfance en aidant les personnes dont les âmes ont été possédées par des démons.

## Distribution

### Acteurs principaux
- Patrick Fugit (VF : Rémi Bichet) : Kyle Barnes
- Philip Glenister (VF : Nicolas Marié) : Reverend Anderson
- Wrenn Schmidt (VF : Laura Blanc) : Megan Holter
- Julia Crockett : Sarah Barnes
- Kate Lyn Sheil (VF : Adeline Germaneau) : Allison Barnes
- Brent Spiner (VF : Achille Orsoni) : Sidney
- Reg E. Cathey (VF : Jean-Bernard Guillard) : Giles
- David Denman (VF : Benoît DuPac) : Mark Holter (principal saison 1, invité saison 2)
- Madeleine McGraw : Amber Barnes, fille de Kyle et Allison (récurrente saison 1; principale saison 2)

### Acteurs invités
- Pete Burris (VF : Gilbert Levy) : Ogden
- Melinda McGraw (VF : Ivana Coppola) : Patricia MacCready
- Gabriel Bateman : Joshua Austin
- Grace Zabriskie (VF : Jocelyne Darche) : Mildred
- Charmin Lee (en) : Rose Giles
- Willie C. Carpenter (en) (VF : Benoît Allemane) : Norville Grant
- Lee Tergesen (VF : Lionel Tua) : Blake Morrow
- JR Bourne : Luke Masters
- Scott Porter : Donald « Doonie » Hamel
- Lorri Lindberg (VF : Denise Metmer) : Sophie
- Vanessa Marano (VF: Alexandra Naoum) : Sherry

- Version française
  - Société de doublage : Deluxe Media Paris
  - Direction artistique : Stanislas Forlani[6]
  - Adaptation des dialogues :

Source VF : Doublage Série Database

## Développement
En 2013, Cinemax acquiert les droits pour produire une série basée sur le comic book Outcast créé par Robert Kirkman et Paul Azaceta.
Le 2 décembre 2015, Cinemax commande une première saisons de dix épisodes. Les rôles principaux sont attribués à Patrick Fugit (Kyle Barnes) et Philip Glenister (Révérend Anderson).
Le 14 mars 2016, Cinemax annonce la date de diffusion de la première saison pour le 3 juin de cette même année et renouvelle la série pour une deuxième saison.
Le 2 octobre 2018, Cinemax annule la série.

## Épisodes

### Première saison (2016)
1. Entouré par les ténèbres (A Darkness Surrounds Him)
2. (Je me souviens) quand elle m'aimait ((I Remember) When She Loved Me)
3. Désormais seul (All Alone Now)
4. Une colère invisible (A Wrath Unseen)
5. La route devant nous (The Road Before Us)
6. Caché dans l'ombre, quelque chose (From the Shadows It Watches)
7. Le mal fait (The Damage Done)
8. Les ténèbres en nous (What Lurks Within)
9. Près de la maison (Close to Home)
10. Petite lumière (This Little Light)

### Deuxième saison (2017)
Elle a été diffusée au Royaume-Uni du 3 avril au 5 juin 2017 sur la chaîne Fox, et aux États-Unis du 20 juillet au 28 septembre 2018 sur Cinemax.
1. Le Phare (Bad Penny)
2. Et après ? (The Day After That)
3. Sans jugement (Not My Job to Judge)
4. Celui que j'attendais (The One I'd Be Waiting For)
5. Le Bien commun (The Common Good)
6. Lucioles (Fireflies)
7. Seul quand ça vient (Alone When It Comes)
8. Pitié (Mercy)
9. Voilà comment ça commence (This Is How It Starts)
10. À la mer (To the Sea)

## Univers de la série

### Les personnages
- Kyle Barnes : un homme doté d'un pouvoir qui lui permet de chasser les démons qui se cachent dans les âmes humaines. Renié par les habitants de sa ville, il vit seul et malgré le fait qu'il lui soit interdit d'approcher son ex-femme il essaye quelquefois de voir sa fille.

- Révérend Anderson : il pense être le soldat de Dieu pour traquer les forces du mal. C'est un joueur de poker et un homme porté sur la bouteille. Il a un fils et est séparé de sa femme Janet.

- Megan Holter : sœur adoptive de Kyle. Mariée à un policier avec qui elle a eu une petite fille. Elle tente de soutenir son frère.

- Mark Holter : mari de Megan et policier de profession. Il ne porte pas Kyle dans son cœur.

- Byron Giles : shérif de la ville de Rome et un ami du Révérend avec qui il aime jouer aux cartes.

- Patricia MacCready : croyante dévouée à l'église. Elle éprouve une grande admiration pour le Révérend.

- Alison Barnes : mère d'Amber et ex-femme de Kyle. Elle ne comprend pas ce qui s'est passé et pourquoi depuis ce jour elle est rejetée par sa fille.

- Sidney : homme mystérieux portant un chapeau qui semble parfaitement connaitre les événements surnaturels qui se passent à Rome.

- Norville : voisin solitaire de Kyle depuis la mort de sa femme. Il prête fréquemment sa voiture à Kyle.

- Mildred : vieille dame qui semble apprécier le révérend. Autrefois possédée par une entité démoniaque, elle semble être guérie.

- Aaron : fils rebelle de Patricia.

## Accueil

### Audiences
Le pilote n'a été vu que par 152 000 téléspectateurs et 193 000 téléspectateurs pour le deuxième.